# Olympische Sommerspiele 2024/Teilnehmer (Angola)
| Gelbes Symbol für Goldmedaillen mit stilisierten Olympischen Ringen | Graues Symbol für Silbermedaillen mit stilisierten Olympischen Ringen | Braundes Symbol für Bronzemedaillen mit stilisierten Olympischen Ringen |
| ------------------------------------------------------------------- | --------------------------------------------------------------------- | ----------------------------------------------------------------------- |
| —                                                                   | —                                                                     | —                                                                       |

Angola nahm an den Olympischen Spielen 2024 vom 26. Juli bis zum 11. August 2024 in Paris mit 24 Athleten (8 Männer, 16 Frauen) teil. Es war die insgesamt elfte Teilnahme an Olympischen Sommerspielen.

## Teilnehmer nach Sportarten

### Handball
Durch ihren Sieg beim afrikanischen Qualifikationsturnier in Luanda hatte sich die angolanische Frauen-Handballnationalmannschaft zum achten Mal in Folge für die Olympischen Spiele qualifiziert.
| Wettbewerb    | Frauen |
| ------------- | --- |
| Athleten      | Marta Alberto (5 Spiele, 40 Paraden) Eliane Paulo (5 Spiele, 13 Paraden) Natália Bernardo (5 Spiele, 3 Tore) Natália Fonseca (5 Spiele, 5 Tore) Dolores Rosario (5 Spiele, 4 Tore) Azenaide Carlos (5 Spiele, 15 Tore) Juliana Machado (5 Spiele, 17 Tore) Vilma Nenganga (5 Spiele, 26 Tore) Stélvia Pascoal (5 Spiele, 17 Tore) Helena Paulo (5 Spiele, 14 Tore) Chélcia Gabriel (5 Spiele, 6 Tore) Liliane Mario (5 Spiele, 3 Tore) Albertina Kassoma (5 Spiele, 15 Tore) Marilia Quizelete (5 Spiele, 6 Tore) |
| Trainer       | Carlos Viver Arza |
| Gruppenphase  | Niederlande (31:34) Spanien (26:21) Ungarn (31:31) Frankreich (24:38) Brasilien (19:30) |
| Viertelfinale | ausgeschieden |
| Halbfinale    | ausgeschieden |
| Finale        | ausgeschieden |
| Rang          | 9 |

### Judo
Über die IJF-Weltrangliste konnte sich ein angolanischer Judoka im Halbleichtgewicht der Männer qualifizieren.
| Athleten       | Wettbewerb       | 1. Runde   | 1. Runde | 2. Runde | 2. Runde | Achtelfinale  | Achtelfinale  | Viertelfinale | Viertelfinale | Halbfinale / Trostrunde | Halbfinale / Trostrunde | Finale / Platz 3 | Finale / Platz 3 | Rang |
| Athleten       | Wettbewerb       | Gegner     | Ergebnis | Gegner   | Ergebnis | Gegner        | Ergebnis      | Gegner        | Ergebnis      | Gegner                  | Ergebnis                | Gegner           | Ergebnis         | Rang |
| -------------- | ---------------- | ---------- | -------- | -------- | -------- | ------------- | ------------- | ------------- | ------------- | ----------------------- | ----------------------- | ---------------- | ---------------- | ---- |
| Männer         |                  |            |          |          |          |               |               |               |               |                         |                         |                  |                  |      |
| Edmilson Pedro | Klasse bis 66 kg | S. Rahymow | 1s3:10   | —        | —        | ausgeschieden | ausgeschieden | ausgeschieden | ausgeschieden | ausgeschieden           | ausgeschieden           | ausgeschieden    | ausgeschieden    | 17   |

### Kanu
Bei der afrikanischen Qualifikation in Abuja konnte ein Startplatz für den C2 der Männer gewonnen werden.

#### Kanurennsport
| Athleten                      | Wettbewerb | Vorlauf     | Vorlauf | Viertelfinale | Viertelfinale | Halbfinale    | Halbfinale    | A/B-Finale    | A/B-Finale    | Rang |
| Athleten                      | Wettbewerb | Zeit        | Rang    | Zeit          | Rang          | Zeit          | Rang          | Zeit          | Rang          | Rang |
| ----------------------------- | ---------- | ----------- | ------- | ------------- | ------------- | ------------- | ------------- | ------------- | ------------- | ---- |
| Männer                        |            |             |         |               |               |               |               |               |               |      |
| Benilson Sanda                | C1 1000 m  | 4:11,40 min | 5       | 4:12,73 min   | 5             | ausgeschieden | ausgeschieden | ausgeschieden | ausgeschieden | 24   |
| Manuel António Benilson Sanda | C2 500 m   | 1:51,53 min | 6       | 1:49,00 min   | 4             | —             | —             | 1:55,74 min   | 4             | 12   |

### Leichtathletik
Laufen und Gehen
| Athleten      | Wettbewerb | Qualifikationslauf | Qualifikationslauf | Vorlauf | Vorlauf | Halbfinale    | Halbfinale    | Finale        | Finale        | Rang |
| Athleten      | Wettbewerb | Zeit               | Rang               | Zeit    | Rang    | Zeit          | Rang          | Zeit          | Rang          | Rang |
| ------------- | ---------- | ------------------ | ------------------ | ------- | ------- | ------------- | ------------- | ------------- | ------------- | ---- |
| Männer        |            |                    |                    |         |         |               |               |               |               |      |
| Marcos Santos | 100 m      | 10,31 s            | 2                  | 10,40 s | 7       | ausgeschieden | ausgeschieden | ausgeschieden | ausgeschieden | 58   |

### Rudern
Über die afrikanische Qualifikationsregatta erhielt Angola einen Startplatz im Einer der Männer.
| Athleten     | Wettbewerb | Vorlauf     | Vorlauf | Vorlauf       | Hoffnungslauf / Viertelfinale | Hoffnungslauf / Viertelfinale | Hoffnungslauf / Viertelfinale | Halbfinale  | Halbfinale | Halbfinale    | Finale      | Finale | Rang |
| Athleten     | Wettbewerb | Zeit        | Rang    | Qualifikation | Zeit                          | Rang                          | Qualifikation                 | Zeit        | Rang       | Qualifikation | Zeit        | Rang   | Rang |
| ------------ | ---------- | ----------- | ------- | ------------- | ----------------------------- | ----------------------------- | ----------------------------- | ----------- | ---------- | ------------- | ----------- | ------ | ---- |
| Männer       |            |             |         |               |                               |                               |                               |             |            |               |             |        |      |
| André Matias | Einer      | 7:52,78 min | 6       | Hoffnungslauf | 8:01,98 min                   | 5                             | Halbfinale E/F                | 8:01,63 min | 4          | F-Finale      | 7:30,43 min | 2      | 32   |

### Segeln
Beim afrikanischen Qualifikationsevent in der Soma Bay wurde ein Startplatz im Laser der Männer gewonnen. Als bestes afrikanisches Boot bei den 470er-Weltmeisterschaft 2024 in Palma de Mallorca darf man auch im 470er bei den Olympischen Spielen an den Start gehen.
| Athleten                      | Wettbewerb | Qualifikation | Qualifikation | Medal Race    | Medal Race    | Punkte | Rang |
| Athleten                      | Wettbewerb | Punkte        | Rang          | Punkte        | Rang          | Punkte | Rang |
| ----------------------------- | ---------- | ------------- | ------------- | ------------- | ------------- | ------ | ---- |
| Männer                        |            |               |               |               |               |        |      |
| Filipe André                  | Laser      | 227           | 39            | ausgeschieden | ausgeschieden | 227    | 39   |
| Mixed                         |            |               |               |               |               |        |      |
| Manuela Paulo Matias Montinho | 470er      | 126           | 19            | ausgeschieden | ausgeschieden | 126    | 19   |

### Schwimmen
| Athleten             | Wettbewerb          | Vorlauf     | Vorlauf | Halbfinale    | Halbfinale    | Finale        | Finale        | Rang |
| Athleten             | Wettbewerb          | Zeit        | Rang    | Zeit          | Rang          | Zeit          | Rang          | Rang |
| -------------------- | ------------------- | ----------- | ------- | ------------- | ------------- | ------------- | ------------- | ---- |
| Frauen               |                     |             |         |               |               |               |               |      |
| Lia Lima             | 200 m Schmetterling | 2:22,19 min | 19      | ausgeschieden | ausgeschieden | ausgeschieden | ausgeschieden | 19   |
| Männer               |                     |             |         |               |               |               |               |      |
| Henrique Mascarenhas | 100 m Freistil      | 52,52 s     | 62      | ausgeschieden | ausgeschieden | ausgeschieden | ausgeschieden | 62   |